# I'll Be Back
 Ikke at forveksle med Terminator.
"I'll Be Back" er en komposition af Sid Wayne og Ben Weisman og er indsunget af Elvis Presley. "I'll Be Back" blev brugt i Elvis Presley-filmen Spinout fra 1966. Sangen blev indspillet af Elvis hos Radio Recorders i Hollywood den 17. februar 1966.
Sangen blev udsendt samtidig med filmen i november 1966 på en LP-plade med soundtracket fra filmen. Soundtracket hed ligeledes Spinout.

## Besætning
Ved indspilningen af "I'll Be Back" deltog bl.a.:
- Elvis Presley, sang
- Scotty Moore, guitar
- Floyd Cramer, klaver
- Charlie Hodge, klaver
- D.J. Fontana, trommer
- Murrey "Buddy" Harman, trommer
- Homer "Boots" Randolph, saxofon
- The Jordanaires, kor

## Næsten en Oscar
Elvis Presleys vandt aldrig, eller blev nomineret til, en Academy Award (Oscar), men med "I'll Be Back" var han meget tæt på. Den var med i opløbet til en Oscar og kom med i "Top-10" i kategorien "Bedste filmsang" ("Best song in a motion picture"), men nåede altså lige akkurat ikke med blandt de fem nominerede.

## Links
- Teksten til sangen Arkiveret 2. november 2012 hos  Wayback Machine